# Wallace (Idaho)
Pour les articles homonymes, voir Wallace.
La ville de Wallace est le siège du comté de Shoshone, dans l’État de l’Idaho, aux États-Unis. Sa population s’élevait à 784 habitants lors du recensement de 2010

## À noter
De nombreuses scènes du film Le Pic de Dante ont été tournées à Wallace et ses environs.

## Personnalité liée à la ville
Wallace est la ville natale de l'actrice Lana Turner.

## Source
- (en) Cet article est partiellement ou en totalité issu de l’article de Wikipédia en anglais intitulé « Wallace, Idaho » (voir la liste des auteurs).